# 抱きしめたい (PINK SAPPHIREの曲)
「抱きしめたい」（だきしめたい）は、PINK SAPPHIREの2枚目のシングル。

## 内容
ノンタイアップであったが、1枚目のシングル及びアルバム「P.S. I LOVE YOU」のヒットの影響もあり、2番目のヒット作となった。その後、JR東日本「'91スキーキャンペーンソング」として起用された。

## 収録曲
1. 抱きしめたい
作詞：安藤義彦　作曲：鴨井学　編曲：土方隆行
2. Pink／White X'mas
作詞：安藤義彦　作曲：柴矢俊彦　編曲：土方隆行